# 中国人民政治协商会议全国委员会办公厅联络局
中国人民政治协商会议全国委员会办公厅联络局（简称全国政协办公厅联络局），挂中国人民政治协商会议全国委员会办公厅信访局（简称全国政协办公厅信访局）的牌子，是中国人民政治协商会议全国委员会机关的工作部门之一，隶属中国人民政治协商会议全国委员会办公厅。

## 沿革
2002年机构改革后，办公厅下设1个副部级机构，15个行政局级机构。其中，15个行政局级机构包括中国人民政治协商会议全国委员会办公厅联络局（简称全国政协办公厅联络局），挂中国人民政治协商会议全国委员会办公厅信访局（简称全国政协办公厅信访局）的牌子。
1985年11月，在全国政协副主席缪云台的倡议下，全国政协办公厅成立无党派办公室，负责加强同无党派界政协委员的联络，组织无党派界政协委员开展活动。后来无党派办公室设在全国政协办公厅联络局。

## 机构设置
- 委员视察处[3]
- 联络一处[4]
- 联络二处
- 信访处[5]
- 无党派办公室[6]
- 书画室办公室[7]
- 京昆室办公室[8]

## 历任领导
| 局长 …… - 刘明（2002年9月—？） - 庄国荣（？—？） - 杨利群（？—？） - 洪光（？—？） 巡视员 …… - 石才增（？—？） - 程瑾（？—？，兼书画室办公室主任） | 副局长 …… - 金靖宇（？—？） - 陈爱菲（？—？） - 曹军（？—？） - 彭远国（？—？） 副巡视员 …… - 王春祥（？—？，兼京昆室办公室主任） |